# Ralph Sählbrandt
Ralph Sählbrandt (* 10. Oktober 1961 in Gransee) ist ein deutscher Schauspieler.

## Leben
Nach dem Schulbesuch schloss Ralph Sählbrandt 1980 eine Ausbildung zum Gas-Wasser-Installateur ab. Ab 1983 arbeitete er für einige Zeit als Bühnentechniker am Potsdamer Hans Otto Theater, ehe er 1984 ein Schauspielstudium an der heutigen Filmuniversität Babelsberg begann, das er im Sommer 1988 mit dem Diplom beendete. Nach einem Stückvertrag an der Leipziger Pfeffermühle trat Sählbrandt 1988 sein erstes Engagement am Friedrich-Wolf-Theater, dem späteren Landestheater Neustrelitz, an. 1993 wechselte er an das Theater Chemnitz, dem er bis 1997 angehörte. Von 1997 bis 2000 war er am Landestheater Thüringen verpflichtet, ging von dort aus erneut für weitere 12 Jahre nach Neustrelitz und ist seit 2012 Ensemblemitglied des Mittelsächsischen Theaters in Freiberg und Döbeln.
Sählbrandt spielte bis heute in unzähligen Stücken. Die Bandbreite seiner Rollen reicht von Klassikern von Friedrich Schiller, William Shakespeare oder Johann Wolfgang von Goethe über Stücke von Friedrich Dürrenmatt, Max Frisch und Bertolt Brecht bis hin zu Komödien und Schwänken wie Arsen und Spitzenhäubchen von Joseph Kesselring oder Weekend im Paradies von Arnold und Bach.
Neben seiner umfangreichen Tätigkeit als Bühnenschauspieler hat Sählbrandt bis heute vergleichsweise selten vor der Kamera gestanden. Lediglich  von Mitte der 1980er- bis Mitte der 1990er-Jahre sah man ihn unter anderem  in den Krimiserien Der Staatsanwalt hat das Wort und dem Polizeiruf 110.

## Filmografie
- 1986: Emma
- 1987: Die erste Reihe (Fernsehfilm)
- 1988: Der Staatsanwalt hat das Wort – Rosi fehlt
- 1990: Polizeiruf 110 – Das Duell
- 1991: Polizeiruf 110 – Mit dem Anruf kommt der Tod
- 1991: Feuerwache 09
- 1992: Der Brocken
- 1994: Briefgeheimnis – Fallende Maschen